# GWSN
GWSN (tiếng Hàn: 공원소녀) là một nhóm nhạc nữ đa quốc gia có trụ sở tại Hàn Quốc và được thành lập bởi Kiwi Pop, một công ty con của Kiwi Media Group. Nhóm đã ra mắt vào ngày 5 tháng 9 năm 2018  với ca khúc chủ đề Puzzle Moon  từ EP The Park in the Night Part One sau khi giới thiệu các thành viên Miya, Seokyoung, Seoryoung, Anne, Minju, Soso và Lena trên mạng xã hội và phương tiện truyền thông.

## Ý nghĩa tên gọi
GWSN là tên viết tắt của Gongwon Sonyeo, "Gongwon": (lit. Công viên) mà nhóm mô tả giống như một nơi "nơi mà bất kỳ ai, nam hay nữ hay già hay trẻ, đều có thể đến và tận hưởng, chữa lành vết thương và giấc mơ của họ". Chữ viết tắt cũng có một ý nghĩa riêng trong tiếng Anh, với chữ G là 'Ground' và WSN là viết tắt của các hướng đánh dấu 'West', 'South' và 'North', ý nghĩa mà nhóm muốn tiếp cận với mọi người phương hướng. 'Gong-won' cũng có thể được dịch sang Gong, nghĩa là Zero trong tiếng Hàn và Won đại diện cho từ tiếng Anh một; có nghĩa là khi bảy thành viên kết hợp với nhau, họ sẽ mãi mãi là một.

## Lịch sử

### 2018: Ra mắt vớiThe Park in the Night Part One
Vào ngày 14 tháng 6 năm 2018, Kiwi Pop, một công ty con của Kiwi Media Group đã phát hành một hình ảnh nhá hàng cho nhóm nhạc nữ đầu tiên của họ có tên là GWSN và mở tài khoản truyền thông xã hội của họ với ngày tiết lộ được đặt vào ngày 18 tháng 6 năm 2018. Ngay sau đó, các thành viên từng được tiết lộ cùng với một đoạn video ngắn và một hình ảnh bắt đầu với Minju, tiếp theo là Lena, Anne, Soso, Seoryoung, Miya, và cuối cùng là Seokyoung - người từng là thí sinh trong loạt chương trình truyền hình Produce 101 của Mnet, nơi cô ấy đứng ở vị trí thứ 30 
Vào ngày 8 tháng 7, Mnet đã công bố một chương trình truyền hình thực tế có tên Got Ya! GWSN có tất cả các thành viên của GWSN.
Vào ngày 5 tháng 9 năm 2018, GWSN đã ra mắt với vở kịch mở rộng (EP) The Park in the Night Part One với đĩa đơn chính, "Puzzle Moon". Sau đó, họ tiếp tục tổ chức buổi giới thiệu đầu tiên của mình tại Yes24 Live Hall, Seoul, Hàn Quốc. Họ chính thức ra mắt trong chương trình âm nhạc Hàn Quốc M Countdown vào ngày 6 tháng 9.

### 2019:The Park in the Night Part Two và The Park in the Night Part Three
Vào ngày 13 tháng 3 năm 2019, GWSN đã phát hành EP thứ hai của họ The Park in the Night Part Two, với đĩa đơn "Pinky Star (Run)".
Đến ngày 23 tháng 7 năm 2019, GWSN phát hành EP thứ ba trong triology The Park in the Night với đĩa đơn "Red Sun (021)".

### 2020: Soso tạm dừng hoạt động, EPThe Key
Tháng 1 năm 2020, Kiwi Pop đã thông báo Soso tạm dừng hoạt động cùng GWSN do tình trạng sức khỏe, cụ thể hơn là vùng mắc cá chân của Soso bị chấn thương gây nên các lo lắng về tâm lý. Vì vậy GWSN sẽ hoạt động với đội hình 6 người trong thời gian chờ Soso bình phục.
Ngày 28 tháng 4, nhóm chính thức trở lại với đội hình 6 người với EP The Key và đĩa đơn "BAZOOKA!".

### 2021:The Other Side Of The Moon
Ngày 14 tháng 5 nằm 2021 vừa qua, Wave Entertaiment thông báo nhóm GWSN sẽ trở lại đường đua KPOP với đội hình đầy đủ 7 người sau hơn 1 năm vắng bóng vào ngày 26 tháng 5 với EP The Other Side Of The Moon.

## Thành viên
| Nghệ danh | Nghệ danh | Tên khai sinh                | Ngày sinh         | Vị trí                                  | Quốc tịch |
| Latinh    | Hangul    |                              | Ngày sinh         | Vị trí                                  | Quốc tịch |
| --------- | --------- | ---------------------------- | ----------------- | --------------------------------------- | --------- |
| Miya      | 미야      | Miyauchi Haruka (宮内はるか) | 26 tháng 5, 1993  | Main Dancer Lead Rapper Sub Vocal       | Nhật Bản  |
| Seokyoung | 서경      | Kim Seokyoung (김서경)       | 16 tháng 4, 1999  | Main Dancer Sub Vocal Sub Rapper        | Hàn Quốc  |
| Seoryoung | 서령      | Lee Seoryoung (이서령)       | 26 tháng 1, 2000  | Leader Main Vocal                       | Hàn Quốc  |
| Anne      | 앤        | Lee Seoyoung (이서영)        | 17 tháng 10, 2000 | Main Rapper Sub Vocal                   | Hàn Quốc  |
| Minju     | 민주      | Kang Minju (강민주)          | 11 tháng 3, 2001  | Visual Lead Dancer Sub Vocal Sub Rapper | Hàn Quốc  |
| Soso      | 소소      | Wang Jingyi (王靖儀)         | 14 tháng 3, 2001  | Lead Dancer Sub Vocal                   | Đài Loan  |
| Lena      | 레나      | Kang Lena (강레나)           | 17 tháng 4, 2002  | Center Main Vocal Maknae                | Hàn Quốc  |

## Danh sách đĩa hát

### EP
| Tên                          | Ngày phát hành   | Danh sách bài hát |
| ---------------------------- | ---------------- | --- |
| The Park in the Night Part 1 | 05 tháng 9, 2018 | 1. Puzzle Moon (Title) 2. Shy Shy 3. Let It Grow ~ a little tree 4. YOLOWA 5. Melting Point 6. Lullaby |
| The Park in the Night Part 2 | 13 tháng 3, 2019 | 1. Pinky Star (Title) 2. Toktok 3. Bloom (True Light) 4. Miss Ping Pong 5. One & Only 6. Growing ~ For Groo 7. Toktok (Part Night Version)                                                                            |
| The Park in the Night Part 3 | 23 tháng 7, 2019 | 1. Red Sun (021) (Title) 2. All Mine (Coast of Azure) 3. Night Aviation (The Interpretation of Dreams) 4. Total Eclipse (Black Out) 5. Birthday Girl ~ 19 Candles 6. Kind of Cool 7. Black Hole 8. Recipe ~ for Simon |
| The Key                      | 28 tháng 4, 2020 | 1. BAZOOKA! (Title) 2. Wonder boy the Aerialist 3. Tweaks ~ Heavy cloud but no rain 4. After the bloom (alone) |
| The Other Side Of The Moon   | 26 tháng 5, 2021 | 1. Burn 2. I Can't Breath 3. Like It Hot (Title) 4. e i e i o 5. Starry Night 6. I Sing (lalala) |